# Peracalç
Peracals (en catalán y oficialmente Peracalç) es un pueblo del municipio de Bajo Pallars, en la comarca leridana del Pallars Sobirá. Hasta 1969 perteneció al antiguo municipio de Montcortès de Pallars. En 2013 tenía 9 habitantes.
Se encuentra situado en el sector meridional del municipio, al S del Pla de Corts, en la sierra que lleva su mismo nombre a 1200 m de altitud. Hasta allí se llega a través de una pista que nace de la que parte de Montcortés y va hacia Cabestany y Mentui.

## Lugares de interés
En el mismo pueblo se pueden encontrar la iglesia parroquial de San Lorenzo y las ruinas de una antigua capilla dedicada a la Virgen del Rosario.
En la sierra de Peracals, llamada así por su formación calcárea, hay varias cavidades ya habitadas desde el Neolítico y también se pueden encontrar monumentos megalíticos en sus alrededores: la Cabana de Perauba y la Cabana de Castellars d’en Pey.
Al sur del pueblo, ya en el límite con Puebla de Segur, está la llamada Masía de Peracals con una capilla dedicada a San Félix el Africano.

## Peracals en el Madoz
Peracals aparece citado en el Diccionario geográfico-estadístico-histórico de España y sus posesiones de Ultramar, obra de Pascual Madoz. Por su gran interés documental e histórico, se transcribe a continuación dicho artículo sin abreviaturas y respetando la grafía original.

PERACALS: lugar agregado al distrito municipal de Moncortes, en la provincia de Lérida (24 horas); partido judicial de Sort (4), audiencia territorial y capitanía general de Barcelona (46), diócesis de Seo de Urgel (11): SITUADO en la falda meridional de la montaña de su nombre; CLIMA frio, combatido por los vientos del norte y oeste, padeciendo inflamaciones. Consta de 18 CASAS y una iglesia parroquial (San Lorenzo), servida por un cura parroco de primer ascenso, y un beneficiado de sangre. Confina el TÉRMINO por el norte con Moncortes; este Pujol; sur Montsor, y oeste Puigcerver: dentro del mismo brotan algunas fuentes de agua, que se aprovecha por los vecinos para sus necesidades. El TERRENO es pedregoso, siendo casi todo él una elevada montaña que cria una especie de piedra azul, de la que se hace cal, llamada cals en catalan, por lo cual toma el pueblo el nombre de Peracals. Los CAMINOS dirigen a los pueblos circunvecinos, en muy mal estado: el CORREO lo van á sacar los interesados á la estafeta de la Pobla de Segur, dos veces á la semana. PRODUCTOS: trigo, centeno, cebada, legumbres, patatas, alguna hortaliza y poca fruta; cria ganado vacuno y lanar en corta cantidad, y caza de conejos, perdices y liebres. INDUSTRIA y COMERCIO: la recria y venta de ganados. POBLACION: 12 vecinos 112 almas. RIQUEZA IMPONIBLE 22 818 reales. CONTRIBUCION: el 14'48 por 100 de esta riqueza.